# 阿纳拉
在印度教中，“阿纳拉”（梵文“火”）是婆薮之一，物质世界的神。他等同与火天神阿耆尼，并且实际上在列出的婆苏名称中常用于阿耆尼神。